# Sophia Dunkley
Sophia Ivy Rose Dunkley (* 16. Juli 1998 in London, Vereinigtes Königreich) ist eine englische Cricketspielerin, die seit 2018 für die englische Nationalmannschaft spielt.

## Kindheit und Ausbildung
Dunkley war das einzige Kind ihrer Eltern und wuchs in Nord-London auf. Zum Cricket kam sie durch einen Nachbarn, mit dem sie zunächst auf der Straße spielte. Mit ihm zusammen trat sie dann dem Finchley Cricket Club bei und spielte dort zunächst in der Jungenmannschaft. Sie erhielt dann ein Sportstipendium an der Mill Hill School, in der sie in der ersten Jungenmannschaft spielte. Sie durchlief die örtlichen Jugendmannschaften und wurde dann von Middlesex aufgenommen. An der Loughborough University studierte sie Sportwissenschaften.

## Aktive Karriere
Im Jahr 2015 wurde sie dann für die England Women’s Academy ausgewählt. Von 2016 bis 2018 spielte sie für die Surrey Stars, mit denen sie in der Saison 2018 die Women’s Cricket Super League gewinnen konnte. Mit der Academy reiste sie 2018 nach Südafrika und konnte im gleichen Jahr mit Middlesex den County T20 Cup gewinnen.
Ihr Debüt in der Nationalmannschaft gab sie im gleichen Jahr beim ICC Women’s World Twenty20 2018. Dort konnte sie unter anderem bei der Niederlage gegen die West Indies 35 Runs erreichen. In der Saison 2019 spielte sie für die Lancashire Thunder, bei denen sie nicht überzeugen konnte und so die Nominierung für den ICC Women’s T20 World Cup 2020 verpasste. Im Sommer 2020 spielte sie für die South East Stars und hatte dort eine bessere Saison. Im September 2020 war sie wieder Teil des Nationalteams bei der Tour gegen die West Indies.
Im Juni 2021 gab sie auf der Tour gegen Indien ihr Debüt im WODI-Cricket. In ihrem zweiten Spiel konnte sie ihr erstes Half-Century über 73* Runs erreichen. Auch absolvierte sie bei dieser Tour ihren ersten WTest und konnte dabei ein Fifty über 74* Runs erzielen. Im Februar 2022 wurde sie für den Women’s Cricket World Cup 2022 nominiert.